# Haukkasaari (ö i Finland, Kymmenedalen, Kouvola, lat 61,13, long 26,19)
Haukkasaari är en ö i Finland. Den ligger i sjön Konnivesi och i kommunen Itis i den ekonomiska regionen  Kouvola ekonomiska region  och landskapet Kymmenedalen, i den södra delen av landet, 130 km nordost om huvudstaden Helsingfors. Öns area är 0,9 hektar och dess största längd är 140 meter i sydväst-nordöstlig riktning.